# FDI (fragata)
FDI (siglas en francés: Frégate de défense et d'intervention, «fragata de defensa e intervención») o FTI (siglas en francés: Frégate de taille intermédiare, «fragata de talla intermedia») es una clase de fragatas diseñada para la Marine nationale de Francia. Es también denominada clase Amiral Ronarc'h, por la primera unidad de la clase. Un lote de tres fragatas será construido para la Armada Griega. Este lote será la clase Kimon.

## Características

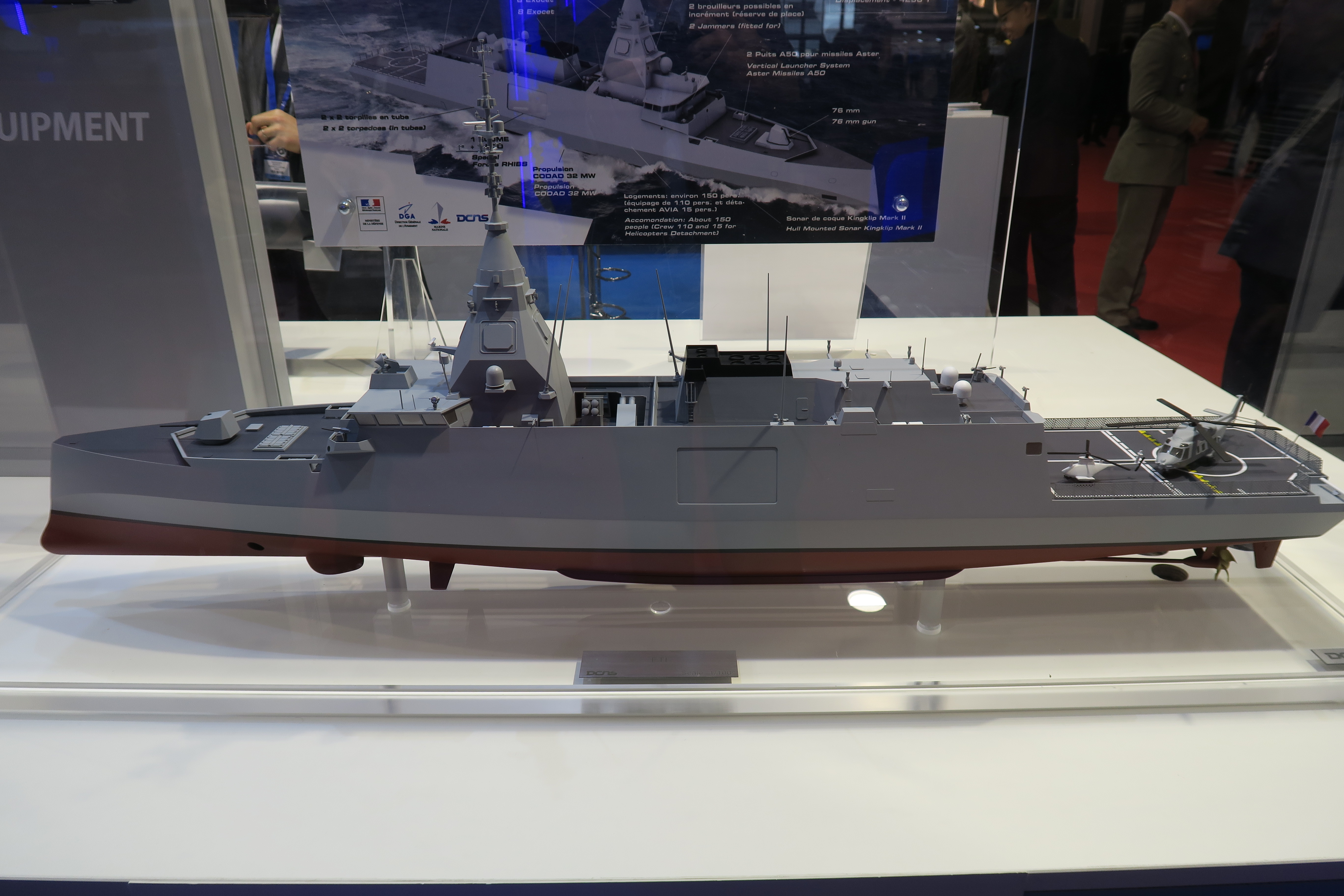
Maqueta de una fragata FDI.

La FDI tiene 4500 t de desplazamiento, 122 m de eslora y 18 m de manga; misil Exocet MM 40 Block 3, misil Aster 15/30, torpedo MU90 y cañones; y cubierta de vuelo apta para un (1) helicóptero NH90.

## Desarrollo

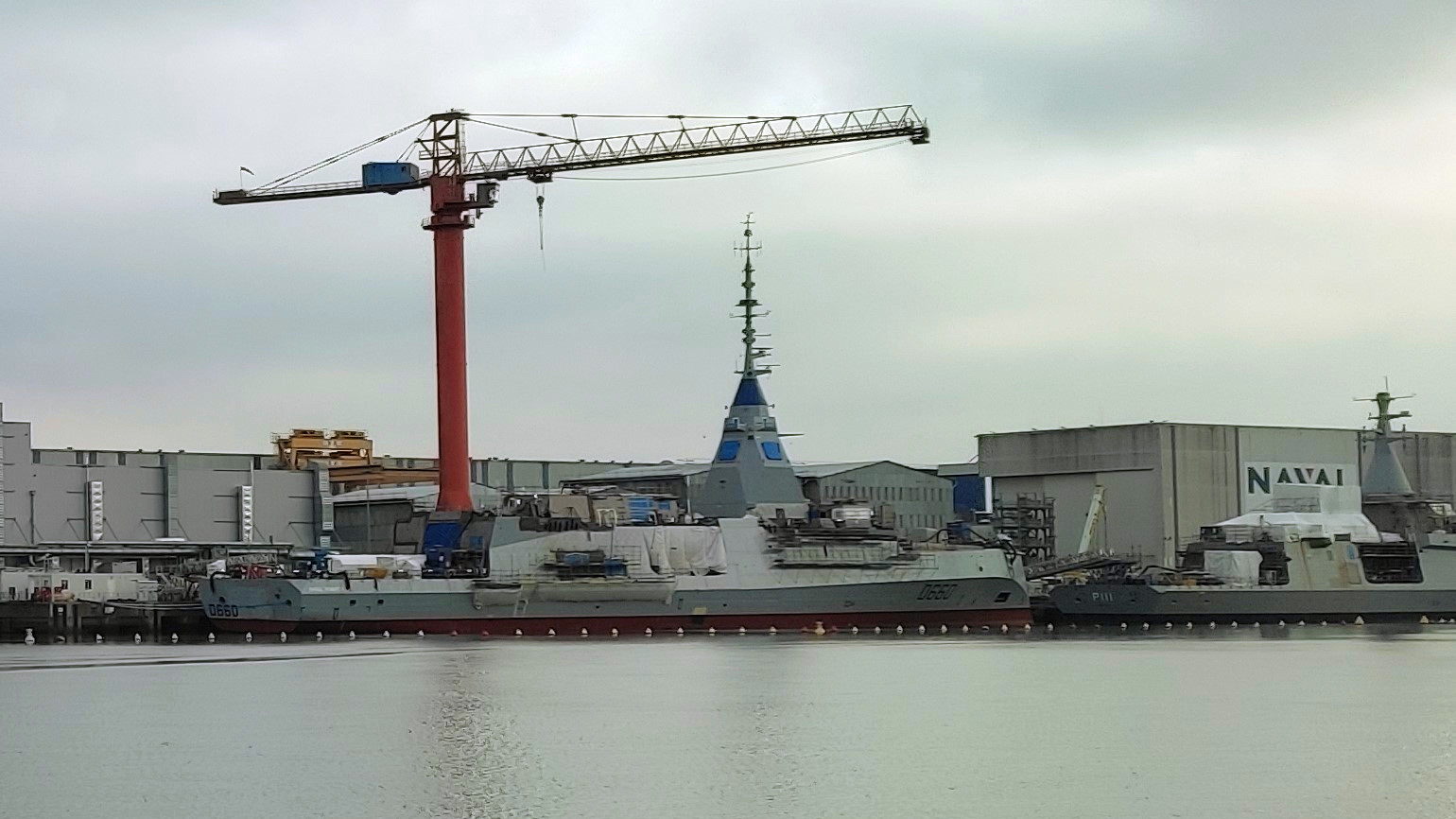
Amiral Ronarc'h, la primera Fragata de Defensa e Intervención, equipándose en el astillero de Lorient en diciembre de 2022.

En abril de 2017 el constructor Naval Group y Thales recibieron un contrato para las cinco fragatas para la Marine nationale (marina de guerra) de Francia. En octubre de 2019 fue cortado el acero de la primera fragata y anunciado los nombres de las cinco unidades. En marzo de 2021 fue contratada la construcción de dos adicionales. En diciembre de 2021 el constructor Naval Group puso la quilla de la primera fragata, bautizada Amiral Ronarc'h.
En marzo de 2022 la Armada Griega adquirió la construcción de tres fragatas FDI. Estas fragatas están en fabricación en el astillero de Lorient. En julio del mismo año inició la fabricación de la segunda unidad. El 21 de octubre de 2022 fue colocada la quilla de la primera fragata. Se prevé la entrega de esta primera y segunda fragata en 2025 y la tercera en 2026.

## Buques
| Número                                  | Buque                                   | Astillero                               | Iniciado                                | Botado                                  | Alta                                    | Estado                                                               |
| Armada Francesa (clase Amiral Ronarc'h) | Armada Francesa (clase Amiral Ronarc'h) | Armada Francesa (clase Amiral Ronarc'h) | Armada Francesa (clase Amiral Ronarc'h) | Armada Francesa (clase Amiral Ronarc'h) | Armada Francesa (clase Amiral Ronarc'h) | Armada Francesa (clase Amiral Ronarc'h)                              |
| --------------------------------------- | --------------------------------------- | --------------------------------------- | --------------------------------------- | --------------------------------------- | --------------------------------------- | -------------------------------------------------------------------- |
| D660                                    | Amiral Ronarc'h                         | DCNS Lorient                            | 17 de diciembre de 2021                 | 7 de noviembre de 2022                  | Verano de 2024                          | En acondicionamiento                                                 |
| D661                                    | Amiral Louzeau                          | DCNS Lorient                            |                                         |                                         | en torno a 2026                         | En construcción; corte de acero en módulos de barcos verano 2022     |
| D662                                    | Amiral Castex                           | DCNS Lorient                            |                                         |                                         | en torno a 2030                         | Ordenado                                                             |
| D663                                    | Amiral Nomy                             | DCNS Lorient                            |                                         |                                         | después de 2030                         | Ordenado                                                             |
| D664                                    | Amiral Cabanier                         | DCNS Lorient                            |                                         |                                         | en torno a 2035                         | Ordenado                                                             |
| Armada Griega (clase Kimon)             |                                         |                                         |                                         |                                         |                                         |                                                                      |
| F-601                                   | Kimon                                   | DCNS Lorient                            | 21 de octubre de 2022                   |                                         | en torno a 2025                         | En construcción; corte de acero en módulos de barcos octubre de 2021 |
| F-602                                   | Nearchos                                | DCNS Lorient                            |                                         |                                         | después de 2025                         | En construcción; corte de acero en módulos de barcos julio de 2022   |
| F-603                                   | Formion                                 | DCNS Lorient                            |                                         |                                         | después de 2026                         | En construcción; corte de acero en módulos de barco julio de 2023    |
|                                         | ?                                       | DCNS Lorient                            |                                         |                                         | Sin nombre                              | Opcional                                                             |